# Lollipop (Param Pam Pam)
Pour les articles homonymes, voir Lollipop.
Singles de Alexandra Stan
Mr. Saxobeat
(2011)
Pistes de Saxobeats
Ting-Ting Crazy
Lollipop (Param Pam Pam) est une chanson de l'artiste roumaine Alexandra Stan, publiée en tant que son premier single en 2009. Au début de l'année 2010, la chanson entra dans les classements roumains pour se retrouver finalement dans le top vingt du Romanian Top 100[réf. nécessaire]. Après le succès mondial de Mr. Saxobeat, la chanson fut re-publiée au milieu de l'année 2011 au format numérique en Belgique, en France et aux États-Unis. La chanson n'a pas réussi à entrer dans aucun autre classements. La chanson utilise des samples de Fergalicious par  Fergie. Début 2011, un remix de la chanson avec David Guetta nommé Sexy Lollipop est publié sur YouTube, ce remix mixe la chanson avec le son de Sexy Bitch d'Akon et David Guetta.

## Clip
Un clip a été tourné en mars 2010 aux MediaPro Studios tout près de Bucarest en Roumanie. Celui-ci a été vu plus de 10 millions de fois sur YouTube.

## Liste des pistes
| 1. | Lollipop (Param Pam Pam) (Radio Edit)   | 3:55 |
| 2. | Lollipop (Param Pam Pam) (Club Version) | 4:12 |

## Classements par pays
| Classement (2009-2010)      | Meilleure position |
| --------------------------- | ------------------ |
| Roumanie (Romanian Top 100) | 18                 |

## Historique de sortie
| Pays       | Date             | Format                 | Label         |
| ---------- | ---------------- | ---------------------- | ------------- |
| Roumanie   | 2009             | Téléchargement digital | MAAN Music    |
| Canada     | 31 mai 2011      | Téléchargement digital | Ultra Records |
| États-Unis | 31 mai 2011      | Téléchargement digital | Ultra Records |
| Japon      | 14 décembre 2011 | Téléchargement digital | Jeff Records  |